# (8883) Miyazakihayao
(8883) Miyazakihayao est un astéroïde de la ceinture principale.

## Description
(8883) Miyazakihayao est un astéroïde de la ceinture principale. Il fut découvert le 16 janvier 1994 à Ōizumi par Takao Kobayashi. Il présente une orbite caractérisée par un demi-grand axe de 2,27 UA, une excentricité de 0,02 et une inclinaison de 2,5° par rapport à l'écliptique.

## Compléments